# پایگاه دیوار آتشین پیشرفته
پایگاه دیوار آتشین پیشرفته (به انگلیسی: Outpost Firewall Pro) یک دیواره آتش شخصی متوقف شده‌است که توسط اگنایتوم (به انگلیسی: Agnitum) (تأسیس شده در سال ۱۹۹۹ در سن پترزبورگ، روسیه) توسعه یافت.

## بررسی اجمالی
پایگاه دیوار آتشین پیشرفته ترافیک شبکه ورودی و خروجی را بر روی کامپیوترهای تحت سیستم عامل ویندوز نظارت می‌کند. Outpost همچنین رفتار برنامه‌ها را در تلاش برای جلوگیری از نرم‌افزارهای مخرب که سیستم‌های ویندوزی را آلوده می‌کنند، نظارت می‌کند. اگنایتوم این فناوری را "کنترل اجزا" (به انگلیسی: Component Control) و "کنترل ضدنشت" (به انگلیسی: Anti-Leak Control) نامید (که در ماژول "حفاظت از میزبان (به انگلیسی: Host Protection)" مبتنی بر HIPS گنجانده شده‌است). همچنین این محصول شامل یک پوینده (scanner) و ناظر نرم‌افزار جاسوسی، به همراه مسدود کننده پاپ آپ و فیلتر نرم‌افزار جاسوسی برای اینترنت اکسپلورر و موزیلا فایرفاکس است. (ابزارهای امنیتی مرورگردی Outpost شامل لیست سیاه برای IPها و URLها، فیلترهای محتواهای ناخواسته صفحه وب و مسدود کردن تبلیغات بود. این فناوری در مجموع به عنوان "کنترل وب" (به انگلیسی: Web control) شناخته می‌شود)
نسخه ۷/۵ تکنیک‌های جدیدی را اضافه کرد تا به کاربران رایانه‌های شخصی کمک کند تا تهدیدات جدید ناشناخته را قبل از فعال سازی مسدود کنند:
- محافظت از رسانه قابل جابجایی (به اصطلاح «محافظت از یواس‌بی در برابر ویروس»، بخشی از ماژول حفاظت فعالانه) برنامه‌های بدون امضا را از اجرای خودکار تا زمانی که یک رسانه قابل جابه‌جایی (USB) به رایانه متصل است مسدود می‌کند.
- فناوری SmartDecision (به اصطلاح «مشاور ویروس شخصی» (به انگلیسی: Personal Virus Adviser)، زیربنای ماژول حفاظت فعالانه) فرایند تصمیم‌گیری را آسان‌تر می‌کند.

نسخه ۸ بهبودهای بیشتر را در کنار سازگاری با ویندوز ۸ و رابط کاربری تازه معرفی می‌کند. نسخه ۸ همچنین پشتیبانی از سیستم پیشگیری از نفوذ مبتنی بر میزبان x64 (HIPS) را دارا می‌باشد.
پایگاه دیوار آتشین پیشرفته به کاربر اجازه می‌دهد تا به‌طور دقیق نحوه اتصال یک برنامه کامپیوتری را به اینترنت را تعریف کند. این قابلیت به عنوان حالت "Rules Wizard"، یا سیاست، شناخته می‌شود و رفتار پیش فرض برنامه است. در این حالت، پایگاه دیوار آتشین پیشرفته هر بار با فرایند جدیدی تلاش می‌کند به شبکه دسترسی پیدا کند یا زمانی که یک فرایند، درخواست اتصالی می‌کند که توسط قوانینِ از قبل تأیید شده این فایروال پوشش داده نشده‌است، یک درخواست نمایش می‌دهد. ایده کلی این است که به کاربر اجازه داده شود تصمیم بگیرد که آیا یک برنامه باید اجازه اتصال شبکه به یک آدرس، پورت یا پروتکل خاص را داشته باشد یا نه. Outpost Firewall شامل قوانین از پیش تعیین شده برای بسیاری از برنامه‌های محبوب است. کاربران می‌توانستند به صورت اختیاری قوانینی را که خود ایجاد کرده بودند ارسال کنند.
اولین نسخه‌ها برای پایگاه دیوار آتشین پیشرفته (نسخه‌های ۱٫۰ تا ۴٫۰) به کاربران اجازه می‌داد تا پلاگین‌های خود را بسازند و پلاگین‌های شخص ثالث دیگری را برای رفع نیازهای خاصی اضافه کنند. نسخه‌های بعدی رابط برنامه‌نویسی پلاگین را ندارند.

## راهنمایی آنلاین
کاربران پایگاه دیوار آتشین پیشرفته از سال ۲۰۰۲ برای بحث در مورد ویژگی‌های محصول و پشتیبانی یک انجمن اینترنتی غیررسمی که توسط اگنایتوم حمایت می‌شود تشکیل دادند. این انجمن توسط کاربران ارشد با تجربه پایگاه دیوار آتشین پیشرفته مدیریت می‌شود و برای مشاوره فنی و کمک یار برنامه، کمک و پشتیبانی ارائه می‌کند.